# Dave Mirra Freestyle BMX
Dave Mirra Freestyle BMX é um jogo de vídeo game lançado em 2000 com Dave Mirra como protagonista e outros profissionais da BMX Riders. Ele foi desenvolvido pela Z-Axis. e publicado pela Acclaim Entertainment, e foi lançado para PlayStation, Dreamcast, Game Boy Color e Microsoft Windows. O principal objetivo do jogador no jogo é escolher um dos pilotos e trabalhar seu caminho através de um total de 12 níveis diferentes, completar os objetivos para desbloquear novos equipamentos. Uma versão atualizada foi lançado em 2001.

## Jogabilidade
Seguindo os passos do Tony Hawk's Pro Skater, o jogador deve ir atribuíndo na preparação de um truque, e liberá-lo para saltar. Quando no ar, o truque "Big Air" pode ser realizado que também pode ser 'modificado' com o auxílio do botão de modificação. Por exemplo, o jogador salta de uma rampa, e executa um Superman (truque Big Air). O jogo também apresenta a física ragdoll, que são principalmente para uso na "Wipeout" modo de jogo multiplayer.
Há um total de quatro modos de jogo. Os primeiros seis níveis são todos "baseada em desafios". O jogador deve completar objetivos específicos, a fim de avançar para o próximo nível.

## Multiplayer
Nota: apenas as versões PlayStation e Dreamcast tem um modo multiplayer.
Existem vários modos multiplayer diferentes disponíveis. Ao contrário de muitos outros semelhantes de esportes radicais títulos de jogos de vídeo, os modos de jogo são por sua vez baseado. Como acontece com qualquer outro modo, qualquer nível de acesso poderá ser jogado.
- Best Run - Cada jogador tem uma corrida de dois minutos para obter a maior pontuação.
- High Five - Uma série de 30 corridas para ver qual jogador pode fazer a maior pontuação individual.
- BMX - Basicamente o mesmo que "o modo de jogo HORSE" na série Tony Hawks. Um jogador faz uma combinação de truques, e o outro jogador tem de ganhar mais pontos do que ele.
- Random Spot - O jogador escolhe 5 pontos aleatórios no nível de truques dentro do jogo. Cada jogador tem 15 segundos para executar o truque para obter maior pontuação única na área designada.
- Wipeout - Aproveitando a física ragdoll é o modo de jogo Wipeout. Cada jogador toma voltas para bater em objetos, tentando marcar o maior número de pontos e lesão corporal.
- Longest Grind - O jogador que executa a maior quantidade de truques.

## Trilha sonora
As músicas seguintes são da versão PlayStation original. Outras versões podem variar.
| N.º | Título                          | Compositor(es)                                    | Artista           | Duração |  |
| 1.  | "What I Got"                    | Bud Gaugh, Bradley Nowell, Half Pint, Eric Wilson | Sublime           | 2:51    |  |
| 2.  | "Dust"                          |                                                   | Cypress Hill      |         |  |
| 3.  | "Maxwell Murder"                |                                                   | Rancid            | 1:28    |  |
| 4.  | "Don't Drag Me Down"            |                                                   | Social Distortion |         |  |
| 5.  | "Be Quiet and Drive (Far Away)" | Deftones                                          | Deftones          | 5:08    |  |
| 6.  | "Loose"                         |                                                   | Primer 55         |         |  |
| 7.  | "Greed"                         |                                                   | Pennywise         |         |  |
| 8.  | "Never Alone"                   |                                                   | Dropkick Murphys  |         |  |
| 9.  | "Got It All In Sight"           |                                                   | 59 Times The Pain |         |  |
| 10. | "Stupid Lullabies"              |                                                   | Swingin' Uters    |         |  |